# Piat
För pansarvärnsvapnet, se PIAT
Piat (Bayan ng Piat) är en kommun i Filippinerna. Kommunen ligger på ön Luzon, och tillhör provinsen Cagayan. Folkmängden uppgår till 20 524 invånare.

## Bildgalleri

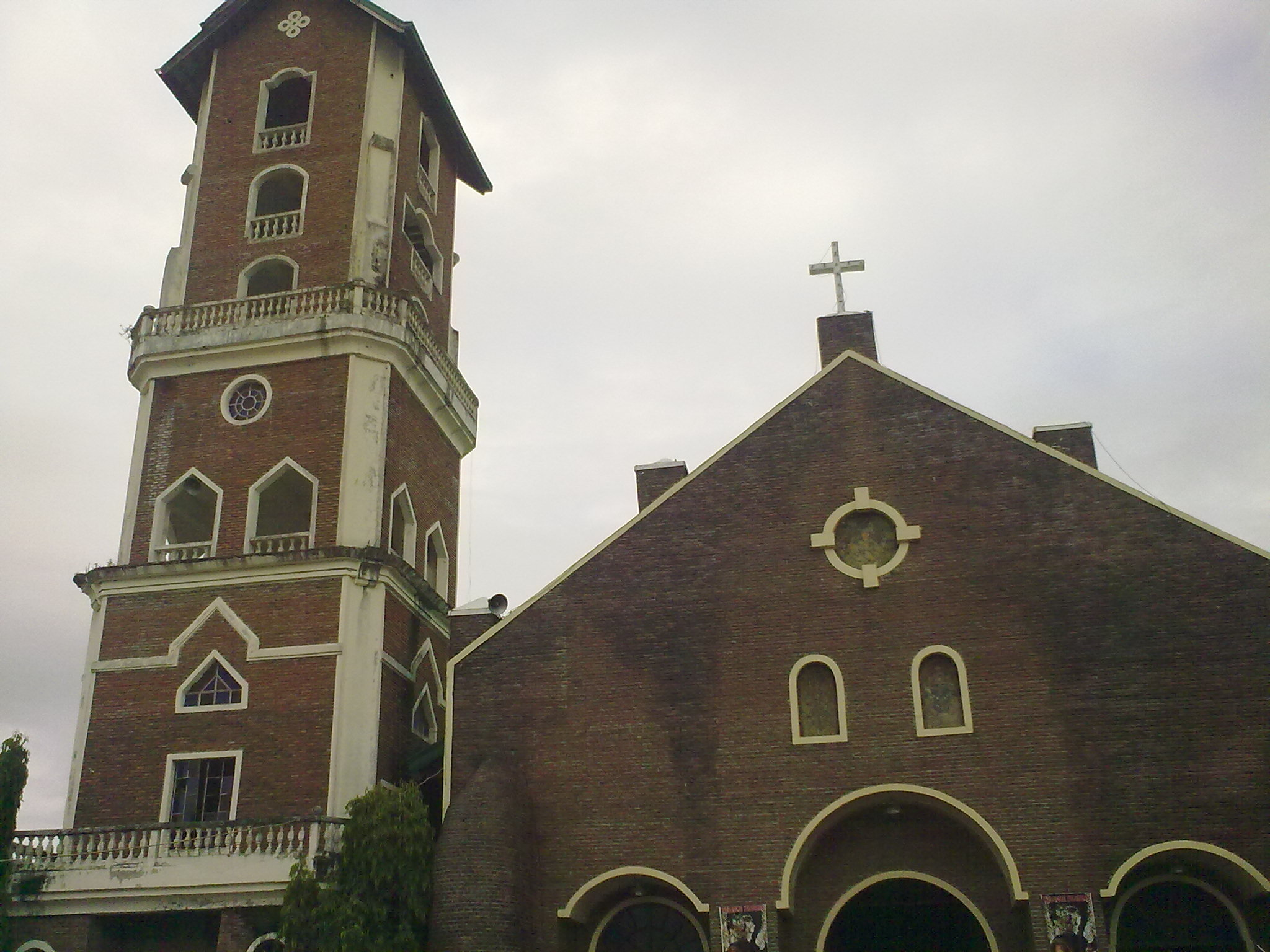

## Barangayer
Piat är indelat i 18 barangayer.
| - Apayao - Aquib - Dugayung - Gumarueng - Macapil - Maguilling - Minanga - Poblacion I - Santa Barbara | - Santo Domingo - Sicatna - Villa Rey (San Gaspar) - Warat - Baung - Calaoagan - Catarauan - Poblacion II - Villa Reyno |